# Carl Unger (peintre)
Pour les articles homonymes, voir Unger.
Carl Unger (né le 24 août 1915 à Znaïm, mort le 21 décembre 1995 à Vienne) est un peintre autrichien.

## Biographie
Unger étudie de 1935 à 1939 à l'académie des beaux-arts de Vienne auprès de Herbert Boeckl dont il épouse la fille Maria en 1943. En 1947, il fait partie des fondateurs de l'Art Club. Son style va de l'expressionnisme vers l'abstraction en passant par le cubisme. En 1950, il prend la classe d'étude du corps humain à l'université des arts appliqués de Vienne. En 1954, il participe à la Biennale de Venise. De 1971 à 1975, il est recteur de l'université des arts appliqués.

## Source de la traduction
- (de) Cet article est partiellement ou en totalité issu de l’article de Wikipédia en allemand intitulé « Carl Unger (Maler) » (voir la liste des auteurs).